# Gary Webb
Gary Webb (Corona, 31 de agosto de 1955-Carmichael, 10 de diciembre de 2004) fue un periodista de investigación estadounidense. Comenzó su carrera trabajando para periódicos en Kentucky y Ohio, ganando numerosos premios y construyendo una sólida reputación por sus artículos de investigación. Contratado por el San Jose Mercury News, Webb contribuyó a la publicación ganadora del Premio Pulitzer sobre el terremoto de Loma Prieta.
Webb es conocido por su serie «Alianza oscura» (Dark Alliance), que apareció en San Jose Mercury News en 1996. La serie examinó los orígenes del comercio de crack de cocaína en Los Ángeles y afirmó que los miembros de los rebeldes anticomunistas de la Contra en Nicaragua habían tenido un papel principal en la creación de este contrabando, utilizando las ganancias de la cocaína para financiar su lucha contra el gobierno de Nicaragua. También afirmó que la Contra podía haber actuado con el conocimiento y la protección de la Agencia Central de Inteligencia (CIA). La serie provocó indignación, particularmente en la comunidad afrodescendiente de Los Ángeles, y dio lugar a cuatro investigaciones importantes de estos cargos.
Los Angeles Times y otros periódicos importantes publicaron artículos que sugerían que las afirmaciones de «Alianza oscura» eran exageradas y, en noviembre de 1996, Jerome Ceppos, editor ejecutivo de San Jose Mercury News, escribió que estaba «en el ojo de la tormenta». En mayo de 1997, después de una revisión interna, Ceppos afirmó que, aunque la historia tenía razón en muchos puntos importantes, había deficiencias en la redacción, edición y producción de la serie. Escribió que la serie probablemente «simplificó demasiado» la epidemia de crack en Estados Unidos y el supuesto «papel crítico» que los traficantes descritos en la serie desempeñaron en ella. Webb no estuvo de acuerdo con esta conclusión.
Webb dimitió de San Jose Mercury News en diciembre de 1997. Se convirtió en un investigador de la Legislatura Estatal de California, publicó un libro basado en la serie «Alianza oscura» en 1998 e hizo reportajes de investigación por cuenta propia. Webb fue encontrado muerto en su casa de Carmichael, el 10 de diciembre de 2004, con dos heridas de bala en la cabeza. El forense encargado del caso determinó que había sido un suicidio, pero otras fuentes, entre ellas PrisonPlanet.com (de Alex Jones), sospechan que fue un asesinato por motivos políticos.
La serie «Alianza oscura» sigue siendo controvertida. Los críticos ven las afirmaciones de la serie como inexactas o exageradas, mientras que los partidarios señalan que los resultados de una investigación posterior de la CIA reivindican la serie. Los informes de seguimiento en Los Angeles Times y otros periódicos han sido criticados por centrarse en los problemas de la serie en lugar de examinar las alegaciones sobre la CIA y la Contra.

## Primeros años y educación
Webb nació en Corona, California. Su padre era sargento de la Infantería de Marina y la familia se mudó con frecuencia, ya que su carrera lo llevó a nuevos destinos. Cuando el padre de Webb se retiró de los Marines, la familia se instaló en un suburbio de Indianápolis, donde Webb y su hermano asistieron al instituto.
Después de la secundaria, Webb asistió a una universidad comunitaria de Indianápolis con una beca hasta que su familia se mudó a Cincinnati. Luego se trasladó a la cercana Universidad de Kentucky del Norte.
Webb comenzó a escribir para el periódico estudiantil de su universidad en Indianápolis. Después de trasladarse a la Universidad de Kentucky del Norte entró en su programa de periodismo y escribió para el periódico universitario «The Northerner». Aunque asistió a la Universidad de Kentucky del Norte durante cuatro años, no terminó su carrera. En vez de eso, encontró trabajo en 1978 como reportero en el «Kentucky Post», un periódico local afiliado al más grande «Cincinnati Post». En 1979, Webb se casó con Susan Bell; la pareja finalmente tuvo tres hijos.

## Comienzos de su carrera
El primer trabajo de investigación importante de Webb apareció en 1980, cuando el Cincinnati Post publicó "The Coal Connection", una serie de diecisiete capítulos del periodista del Post Thomas Scheffey y de Webb. La serie, que examinó el asesinato de un presidente de una compañía de carbón vinculado al crimen organizado, ganó el Premio Nacional de Reporteros y Editores de Investigación por reportajes de un pequeño periódico.
En 1983, Webb se trasladó al «Cleveland Plain Dealer», donde continuó haciendo trabajo de investigación. Una serie de 1985, «Doctorando la verdad» («Doctoring the Truth»), descubrió problemas en la Junta Médica Estatal y llegó a una investigación de la Casa de Ohio que resultó en una revisión importante de la Ley de Práctica Médica estatal. Webb luego se trasladó a la oficina estatal del periódico, donde cubrió temas de todo el estado y ganó numerosos premios regionales de periodismo. En 1984, Webb escribió una historia titulada «Conducir con ganancias» («Driving Off With Profits») que afirmaba que los promotores de una carrera en Cleveland se pagaron a sí mismos casi 1 millón de dólares de fondos que deberían haber ido a la ciudad de Cleveland. El artículo resultó en una demanda contra el periódico de Webb que ganaron los demandantes. Un jurado otorgó a los demandantes más de 13 millones de dólares y el caso se resolvió posteriormente. En 1986, Webb escribió un artículo en el que decía que el presidente del Tribunal Supremo de Ohio, Frank D. Celebrezze aceptó contribuciones de grupos con conexiones con el crimen organizado. Celebrezze finalmente demandó al periódico «Cleveland Plain Dealer» y ganó un acuerdo extrajudicial no revelado.
En 1988, Webb fue contratado por el San Jose Mercury News, que estaba buscando un reportero de investigación. Fue asignado a su despacho de Sacramento, donde se le permitió escoger la mayoría de sus historias. Como parte del equipo de «San Jose Mercury News» que cubrió el terremoto de Loma Prieta de 1989, Webb y su colega Pete Carey escribieron una historia examinando las razones del colapso del viaducto de la calle Cypress. La cobertura del terremoto realizada por «The Mercury News» hizo ganar a su personal el Premio Pulitzer al Reportage de Noticias Generales en 1990.

## Serie «Alianza oscura»
Webb comenzó a investigar la «Alianza oscura» en julio de 1995. La serie fue publicada en «San Jose Mercury News» en tres partes, del 18 al 20 de agosto de 1996 con un artículo largo y uno o dos artículos cortos apareciendo cada día. También fue publicada en el sitio web de «San Jose Mercury News» con información adicional, incluyendo documentos citados en las series y grabaciones de audio de personas citadas en los artículos. La ilustración del sitio web mostraba la silueta de un hombre fumando con una pipa de crack que tenía superpuesta el sello de la CIA.

### Afirmaciones de la serie
El primer artículo establece las afirmaciones básicas de la serie: "Durante la mayor parte de una década, una red de narcotraficantes del Área de la Bahía de San Francisco vendió toneladas de cocaína a las pandillas callejeras Crips y Bloods de Los Ángeles y canalizó millones en ganancias de la droga a un ejército guerrillero latinoamericano dirigido por la Agencia Central de Inteligencia de EE. UU.". Esta red de drogas "abrió el primer conducto entre los carteles de la cocaína de Colombia y los barrios negros de Los Ángeles" y, como resultado, "la cocaína que inundó ayudó a provocar una explosión del crack en las zonas urbanas de América".
Para demostrarlo, la serie se centró en tres hombres: Ricky Ross, Oscar Danilo Blandón y Norwin Meneses. Ross era un importante traficante de drogas en Los Ángeles. Blandón y Meneses eran nicaragüenses que introducían drogas de contrabando en Estados Unidos y abastecían a traficantes como Ross. Después de presentar a los tres, el primer artículo trataba principalmente sobre Blandón y Meneses, y su relación con la Contra y la CIA. Gran parte del artículo destacó el fracaso de las agencias de aplicación de la ley para procesarlos con éxito y afirmó que esto se debió en gran parte a sus conexiones con la Contra y la CIA.
El segundo artículo describía los antecedentes de Blandón y cómo comenzó a contrabandear cocaína para apoyar a los Contras. Meneses, un contrabandista establecido y también partidario de la Contra, le enseñó a Blandón cómo contrabandear y le proporcionó cocaína. Cuando Ross descubrió el mercado del crack en Los Ángeles, comenzó a comprar cocaína a Blandón. El gran volumen de suministro de cocaína de alta pureza y bajo precio de Blandón y Meneses "permitió a Ross monopolizar el mercado de Los Ángeles y seguir adelante. Ciudad tras ciudad, los comerciantes locales compraban a Ross o se quedaban atrás".
El tercer artículo trataba los efectos sociales del comercio del crack, señalando que tuvo un efecto desigual en los afroamericanos. Al preguntar por qué el crack se volvió tan frecuente en la comunidad negra de Los Ángeles, el artículo lo atribuyó a Blandón, refiriéndose a él como "el Johnny Appleseed del crack en California". También encontró disparidades en el trato de los traficantes blancos y negros en el sistema de justicia, contrastando el trato de Blandón y Ross luego de sus arrestos por narcotráfico. Debido a que Blandón cooperó con la Administración de Control de Drogas (DEA), pasó solo 28 meses en prisión, se convirtió en un informante del gobierno pagado y recibió el estatus de residente permanente. Ross también fue liberado temprano después de cooperar en una investigación de corrupción policial, pero fue detenido de nuevo unos meses después en una operación encubierta organizada con la ayuda de Blandón. El artículo sugirió que esto fue en represalia por el testimonio de Ross en el caso de corrupción.

### Respuesta a la serie
Después de la publicación de «Alianza oscura», «The Mercury News» continuó con la historia, publicando seguimientos de la serie original durante los siguientes tres meses. Otros periódicos tardaron en recoger la historia, pero los afroamericanos rápidamente tomaron nota, especialmente en Centro Sur de Los Ángeles donde los distribuidores mencionados en la serie habían estado activos. Estaban indignados por las acusaciones de la serie.
Las senadoras de California Barbara Boxer y Dianne Feinstein también tomaron nota y escribieron al director de la CIA, John Deutch, y a la procuradora general, Janet Reno, solicitando investigaciones sobre los artículos. Maxine Waters, la representante del distrito 35 de California, que incluye el centro-sur de Los Ángeles, también se indignó por los artículos y se convirtió en una de las más firmes partidarias de Webb. Waters instó a la CIA, al Departamento de Justicia y al Comité Selecto Permanente de Inteligencia de la Cámara de Representantes a investigar.
A finales de septiembre, se habían anunciado tres investigaciones federales: una investigación sobre las acusaciones de la CIA llevada a cabo por el inspector general de la CIA Frederick Hitz, una investigación sobre las denuncias de aplicación de la ley por parte del inspector general del Departamento de Justicia, Michael Bromwich, y una segunda investigación sobre la CIA por el Comité Selecto Permanente de Inteligencia de la Cámara de Representantes.
Los continuos informes de Webb también desencadenaron una cuarta investigación. El primer artículo de «Alianza oscura» que discutió el fracaso de las fuerzas del orden para procesar a Blandón y Meneses había mencionado varios casos. Uno de ellos fue una redada en 1986 contra la organización de drogas de Blandón por parte del Departamento del Sheriff de Los Ángeles, que según el artículo había producido evidencia de vínculos de la CIA con el contrabando de drogas que luego fue suprimida. Cuando Webb escribió otra historia sobre la evidencia de la redada a principios de octubre, recibió una gran atención en Los Ángeles. El Departamento del Sheriff de Los Ángeles comenzó su propia investigación sobre los reclamos de la «Alianza oscura».

### Cobertura en otros periódicos
Después del anuncio de las investigaciones federales sobre las afirmaciones hechas en la serie, otros periódicos comenzaron a investigar y varios periódicos publicaron artículos que sugerían que las afirmaciones de la serie eran exageradas.
El primer artículo detallado sobre las afirmaciones de la serie apareció en «The Washington Post» a principios de octubre. En su artículo de primera plana, los reporteros Roberto Suro y Walter Pincus escribieron que la "información disponible" no respaldaba las afirmaciones de la serie y que "el auge del crack" era "un fenómeno de amplia base" impulsado en numerosos lugares por diversos actores. El artículo discutía los contactos de Webb con el abogado de Ross y las quejas de la fiscalía sobre cómo la defensa de Ross había utilizado la serie de Webb.
«The New York Times» publicó dos artículos sobre la serie a mediados de octubre, ambos escritos por el reportero Tim Golden. Un artículo, que trata principalmente de la respuesta de la comunidad negra de Los Ángeles a las historias, describió la evidencia de la serie como "escasa". Golden también se refirió a la controversia sobre los contactos de Webb con el abogado de Ross. El otro artículo, que cita entrevistas con funcionarios de inteligencia y de aplicación de la ley, actuales y anteriores, cuestionaba la importancia de los narcotraficantes discutidos en la serie, tanto en el comercio de crack como en el apoyo a la lucha de la Contra nicaragüense contra el gobierno sandinista en Nicaragua.
«Los Angeles Times» fue el que le dedicó más espacio a la historia, publicando una serie de tres partes llamada «La pista de la cocaína» («The Cocaine Trail»). La serie se desarrolló del 20 al 22 de octubre de 1996 y fue investigada por un equipo de 17 reporteros. Los tres artículos de la serie fueron escritos por cuatro reporteros: Jesse Katz, Doyle McManus, John Mitchell y Sam Fulwood. El primer artículo, de Katz, desarrolló una imagen diferente de los orígenes del comercio del crack que la que había descrito la «Alianza oscura», con la participación de más bandas y contrabandistas. El segundo artículo, de McManus, era el más largo de la serie y trataba del papel de los Contras en el tráfico de drogas y del conocimiento de la CIA sobre las actividades de los Contras. McManus escribió que las contribuciones de Blandón y Meneses a las organizaciones de la Contra eran significativamente menores que los "millones" que se afirmaban en la serie, y afirmó que no había evidencia de que la CIA hubiera tratado de protegerlos. El tercer artículo, de Mitchell y Fulwood, cubrió los efectos del crack en los afroamericanos y cómo afectó su reacción a algunos de los rumores que surgieron después de la serie «Alianza oscura».
En 2013, Jesse Katz, un antiguo reportero de «Los Angeles Times», dijo de la cobertura del periódico: "Como reportero del «L. A. Times», nosotros vimos estas series en el «San Jose Mercury News» y nos preguntamos algo así como qué legítimo era y cómo ponerlo bajo un microscopio, y nosotros lo hicimos de un modo que la mayoría de los que estuvimos envueltos en esto, creo, podríamos mirar atrás a esto y decir que fue exagerado. Nosotros teníamos este enorme equipo de personas del «L. A. Times» y una especie de muckraker amontonado arriba en el norte de California". Y "Realmente no hicimos nada para hacer avanzar su trabajo o iluminar mucho la historia, y fue un ejercicio realmente de mal gusto. [...] Y arruinó la carrera de ese reportero."

### Respuesta de «The Mercury News»
Sorprendido por el artículo de «The Washington Post», el editor ejecutivo de «The Mercury News», Jerome Ceppos, escribió al Post defendiendo la serie. «The Washington Post» rehusó imprimir esta carta. Ceppos también le pidió al reportero Pete Carey que escribiera una crítica de la serie para su publicación en «The Mercury News», y cambió el polémico trabajo artístico del sitio web. La crítica de Carey apareció a mediados de octubre y trató varias de las críticas de «The Washington Post» a la serie, incluida la importancia de la red de narcotraficantes de Blandón en la difusión del crack, preguntas sobre el testimonio de Blandón en el tribunal y cómo se habían producido las acusaciones específicas de la serie sobre la participación de la CIA, dando las respuestas de Webb.
Cuando apareció la serie de «Los Angeles Times», Ceppos escribió de nuevo para defender la serie original. Él también defendió la serie en entrevistas en los tres periódicos. Sin embargo, el alcance de las críticas convenció a Ceppos de que «The Mercury News»  tenía que reconocer a sus lectores que la serie había sido objeto de fuertes críticas. Él hizo esto en una columna que apareció el 3 de noviembre, defendiendo la serie, pero también llamando al periódico a una revisión de las principales críticas.
La columna de Ceppos obtuvo respuestas editoriales tanto de «The New York Times» como de «The Washington Post». Un editorial de «The New York Times», que criticaba a la serie por hacer "acusaciones infundadas", admitió que sí encontró "tráfico de drogas y relación comercial de nicaragüenses con al menos conexiones tentativas con la Contra" y pidió una mayor investigación.
La respuesta de «The Washington Post» fue realizada por Geneva Overholser. Overholser criticó duramente la serie, "informada por un tipo aparentemente exaltado que deseaba que la gente llegara a conclusiones que sus reportajes no podían respaldar". Pero mientras calificaba los defectos de la serie como "periodismo imperdonablemente descuidado", Overholser también criticó la negativa del «Post» de imprimir la carta de Ceppos defendiendo la serie y criticó duramente la cobertura de la historia por parte del «Post». Al calificar el enfoque general del «Post» como "fuera de lugar", Overholser lamentó que el periódico no hubiera aprovechado la oportunidad para reexaminar si la CIA había pasado por alto la participación de la Contra en el contrabando de drogas, "un tema al que el «Post» y el público habían prestado poca atención".
Por el contrario, la serie recibió el apoyo de Steve Weinberg, ex director ejecutivo de Reporteros de Investigación y Editores. En una larga revisión de las afirmaciones de la serie en «The Baltimore Sun», Weinberg dijo: "Creo que los críticos han sido demasiado duros. A pesar de algunas frases exageradas," «Alianza oscura» "parece ser un reportaje de investigación digno de elogio".
Después de la publicación de la serie, la rama del norte de California de la Sociedad de Periodistas Profesionales nacional votó por Webb como "Periodista del Año" de 1996.

### Final de la serie
Después de la columna de Ceppos, «San Jose Mercury News» pasó los siguientes meses realizando una revisión interna de la historia. La revisión fue realizada principalmente por el editor Jonathan Krim y el reportero Pete Carey, quienes habían escrito el primer análisis publicado de la serie. Carey finalmente decidió que había problemas con varias partes de la historia y escribió un borrador de artículo incorporando sus hallazgos.
El periódico dio permiso a Webb para visitar América Central de nuevo para obtener más evidencias que apoyasen la historia. En enero, Webb presentó borradores de cuatro artículos más basados en su viaje, pero sus editores concluyeron que los nuevos artículos no ayudarían a apuntalar las afirmaciones de la serie original.
Los editores se reunieron con Webb varias veces en febrero para discutir los resultados de la revisión interna del documento y finalmente decidieron no imprimir ni el borrador del artículo de Carey ni los artículos que Webb había presentado. A Webb se le permitió seguir trabajando en la historia e hizo un viaje más a Nicaragua en marzo. A fines de marzo, Ceppos le dijo a Webb que iba a presentar los hallazgos de la revisión interna en una columna. Después de conversaciones con Webb, la columna se publicó el 11 de mayo de 1997.
En la columna, Ceppos defendió partes del artículo, escribiendo que la serie había "documentado sólidamente" que la red de narcotraficantes descrita en la serie tenía conexiones con los Contras y vendía grandes cantidades de cocaína en el centro de la ciudad de Los Ángeles. Pero, escribió Ceppos, la serie "no cumplió con nuestros estándares" en cuatro áreas. 1) Presentó solo una interpretación de evidencia contradictoria y en un caso "no incluyó información que contradijera una afirmación central de la serie". 2) Las estimaciones de la serie del dinero involucrado se presentó como un hecho en lugar de una estimación. 3) La serie simplificó demasiado cómo creció la epidemia de crack. 4) La serie "creó impresiones que estaban abiertas a malas interpretaciones" a través de "lenguaje y gráficos imprecisos".
Ceppos señaló que Webb no estaba de acuerdo con estas conclusiones. Concluyó: "¿Cómo ocurrieron estas deficiencias? [...] Creo que nos quedamos cortos en cada paso de nuestro proceso: en la redacción, edición y producción de nuestro trabajo. Varias personas aquí comparten esa carga [...] Pero en última instancia, la responsabilidad era y es mía".

## Renuncia
Webb estuvo en total desacuerdo con la columna de Ceppos y, en las entrevistas, criticó duramente el manejo de la historia por parte del periódico. Los editores del periódico, por otro lado, sintieron que Webb no les había brindado información que contradijese las afirmaciones de la serie y que "respondió a las preocupaciones no con argumentos razonados, sino con acusaciones de que lo vendíamos". En junio de 1997, «San Jose Mercury News» le dijo a Webb que lo transfería de la oficina del periódico en Sacramento y le ofreció la opción de trabajar en las oficinas principales en San José bajo una supervisión editorial más cercana, o reportar en Cupertino; ambos lugares eran largos viajes diarios desde su casa en Sacramento. Webb finalmente eligió Cupertino, pero no estaba contento con las historias de rutina que reportaba allí y con el largo trayecto. Renunció al periódico en noviembre de 1997.

## Resultados de las investigaciones federales
Los informes de las tres investigaciones federales sobre los reclamos de «Alianza oscura» no fueron publicados hasta más de un año después de la publicación de la serie. Los informes rechazaron las principales afirmaciones de la serie, pero criticaron algunas acciones de la CIA y de las fuerzas del orden.

### Informe del Departamento de Justicia
El informe del inspector general del Departamento de Justicia se publicó el 23 de julio de 1998. Según el "Epílogo" del informe, el informe se completó en diciembre de 1997 pero no se publicó porque la DEA todavía estaba intentando utilizar a Danilo Blandón en una investigación de narcotraficantes y le preocupaba que el informe pudiera afectar a la viabilidad de la investigación. Cuando la procuradora general Janet Reno determinó que ya no era necesaria más demora, el informe se publicó sin cambios.
El informe cubría las acciones de los empleados del Departamento de Justicia en la Oficina Federal de Investigaciones, la DEA, el Servicio de Inmigración y Naturalización y las Fiscalías de los Estados Unidos. Encontró que "las acusaciones contenidas en los artículos originales de «San Jose Mercury News» eran exageraciones de los hechos reales". Tras examinar las investigaciones y procesamientos de las principales figuras de la serie, Blandón, Meneses y Ross, concluyó: "Si bien las investigaciones adolecieron de diversos problemas de comunicación y coordinación, sus aciertos y fracasos estuvieron determinados por la dinámica normal que incide en el éxito de decenas de investigaciones de narcotraficantes de alto nivel […] Estos factores, más que algo tan espectacular como un esfuerzo sistemático de la CIA o cualquier otra agencia de inteligencia para proteger las actividades de narcotráfico de los partidarios de la Contra, determinaron lo que ocurrió en los casos que examinamos".
También concluyó que "las afirmaciones de que Blandón y Meneses eran responsables de introducir crack en el Centro Sur de Los Ángeles y propagar la epidemia de crack por todo el país no tenían fundamento". Aunque encontró que ambos hombres eran grandes narcotraficantes, "culpables de enriquecerse a expensas de innumerables consumidores de drogas" y que habían contribuido con dinero a la causa de la Contra, "no encontramos que sus actividades fueran responsables de la epidemia de crack de cocaína en el Centro Sur de Los Ángeles, y mucho menos el aumento del crack en todo el país, o que fueran una fuente importante de apoyo para los Contras".
El informe calificó varios de sus hallazgos como "preocupantes". Encontró que Blandón recibió el estatus de residente permanente "de manera totalmente inapropiada" y que durante algún tiempo el Departamento "no estuvo seguro de si procesar a Meneses o utilizarlo como testigo colaborador". Con respecto a las cuestiones planteadas en las historias más breves de la serie, se encontró que algunos en el gobierno "no estaban ansiosos" de que el agente de la DEA Celerino Castillo "investigara abiertamente" las actividades en el aeropuerto de Ilopango en El Salvador, donde se llevaron a cabo operaciones encubiertas en apoyo de la Contra, y que la CIA efectivamente había intervenido en un caso que involucraba al contrabandista Julio Zavala. Sin embargo, concluyó que estos problemas estaban "muy lejos del tipo de amplia manipulación y corrupción del sistema de justicia penal federal sugerida por las acusaciones originales".

### Informe de la CIA
El informe del inspector general de la CIA se publicó en dos volúmenes. El primero, «La historia de California» («The California Story»), se publicó en versión clasificada el 17 de diciembre de 1997 y en versión no clasificada el 29 de enero de 1998. El segundo volumen, «La historia de la Contra» («The Contra Story»), se publicó en versión clasificada el 27 de abril de 1998 y en versión sin clasificar el 8 de octubre de 1998.
Según el informe, la Oficina del Inspector General (OIG) examinó toda la información que tenía la agencia "relacionada con el conocimiento de la CIA sobre acusaciones de tráfico de drogas en relación con cualquier persona directa o indirectamente involucrada en las actividades de la Contra". También examinó "cómo la CIA manejó y respondió a la información sobre denuncias de tráfico de drogas" por parte de personas involucradas en actividades o apoyo a la Contra.
El primer volumen del informe no encontró evidencia de que "algún empleado pasado o presente de la CIA, o cualquier persona que actúe en nombre de la CIA, tuviera algún trato directo o indirecto" con Ross, Blandón o Meneses o que alguna de las otras figuras mencionadas en "Dark Alliance" alguna vez fueron empleados o asociados o contactados por la agencia.
No encontró nada que sustentase la afirmación de que "las actividades de narcotráfico de Blandón y Meneses fueron motivadas por algún compromiso de apoyo a la causa de la Contra o las actividades de la Contra emprendidas por la CIA". Señaló que Blandón y Meneses afirmaron haber donado dinero a simpatizantes de la Contra en Los Ángeles, pero no encontraron información que confirmara que fuera cierto o que la agencia hubiera oído hablar de ello.
No se encontró información que respaldase la afirmación de que la agencia interfirió con las acciones policiales contra Ross, Blandón o Meneses.

### Informe del Comité Selecto Permanente de Inteligencia
El Comité Selecto Permanente de Inteligencia de la Cámara de Representantes emitió su informe en febrero de 2000. Según el informe, utilizó los reportajes y escritos de Webb como "recursos clave para enfocar y refinar la investigación". Al igual que los informes de la CIA y el Departamento de Justicia, también encontró que ni Blandón, Meneses ni Ross estaban asociados con la CIA.
Examinando el apoyo que Meneses y Blandón le dieron a la organización local de la Contra en San Francisco, el informe concluyó que "no fue suficiente para financiar la organización" y que no fue de "millones", contrariamente a las afirmaciones de la serie «Alianza oscura». Este apoyo "no fue dirigido por nadie dentro del movimiento Contra que tuviera una asociación con la CIA", y el Comité no encontró "evidencia de que la CIA o la Comunidad de Inteligencia conocieran el apoyo de estas personas". Tampoco encontró evidencia para respaldar la sugerencia de Webb de que otros traficantes de drogas mencionados en la serie estuvieran asociados con la CIA, o que cualquier persona asociada con la CIA u otras agencias de inteligencia estuviera involucrada en el suministro o venta de drogas en Los Ángeles.

## Libro «Alianza oscura»
Después de su renuncia a «San Jose Mercury News», Webb amplió el contenido de la serie en el libro «Alianza oscura», que respondió a las críticas de la serie y describió sus experiencias al escribir la historia y lidiar con la controversia. Fue publicado en 1998 como «Alianza oscura: la CIA, los Contras y la explosión de crack de cocaína». En 1999 se publicó una versión revisada que incorporó la respuesta de Webb a los informes de la CIA y del Departamento de Justicia. El informe de febrero de 2000 del Comité de Inteligencia de la Cámara de Representantes consideró a su vez las afirmaciones del libro, así como las afirmaciones de la serie. El libro «Alianza oscura» fue finalista del premio PEN/Newman's Own First Amendment de 1998, estuvo en la lista de mejores vendidos del «San Francisco Chronicle», fue finalista del Premio Bay Area Book Reviewers de 1999 y ganador del Premio Firecracker Alternative Booksellers en la categoría de Política.

## Consideraciones posteriores de Webb
En entrevistas después de dejar «San Jose Mercury News», Webb describió la controversia de 1997 como manipulación de los medios. "El lado gubernamental de la historia llega a través de «Los Angeles Times», «The New York Times», «The Washington Post»", afirmó. "Usan la prensa corporativa gigante en lugar de decir algo directamente. Si trabajas a través de reporteros amistosos en los principales periódicos, parece que «The New York Times» lo dice y no un portavoz de la CIA". La respuesta más larga de Webb a la controversia fue en «The Mighty Wurlitzer Plays On»:

Si nos hubiéramos conocido hace cinco años, no habrías encontrado un defensor más acérrimo de la industria de los periódicos que yo ... Y luego escribí algunas historias que me hicieron darme cuenta de cuán tristemente fuera de lugar había sido mi dicha. La razón por la que había disfrutado de una navegación tan tranquila durante tanto tiempo no había sido, como había asumido, porque fui cuidadoso, diligente y bueno en mi trabajo [...] La verdad es que, en todos esos años, no había escrito nada lo suficientemente importante como para ser suprimido

## Carrera posterior
Después de dejar «San Jose Mercury News», Webb trabajó como investigador para la Legislatura del Estado de California. Sus asignaciones incluyeron la investigación de perfiles raciales por parte de la Patrulla de Carreteras de California y los cargos de que Oracle Corporation había recibido una adjudicación de contrato sin licitación de $ 95 millones en 2001. Mientras trabajaba en la legislatura, Webb continuó haciendo reportajes de investigación independientes, a veces basados en su trabajo de investigación. Por ejemplo, publicó un artículo sobre la discriminación por perfil racial en las paradas de tráfico en la revista "Esquire", en abril de 1999.
Posteriormente Webb se trasladó a la Oficina de Servicios Mayoritarios de la Asamblea Estatal. Fue despedido en febrero de 2004 cuando el asambleísta Fabian Núñez fue elegido presidente. En agosto de 2004, Webb se unió al «Sacramento News & Review», un semanario alternativo, donde continuó escribiendo artículos de investigación. Uno de sus últimos artículos fue sobre el videojuego «Ejército de América», diseñado por el Ejército de los Estados Unidos..

## Muerte
Su cuerpo fue encontrado en su casa de Carmichael el 10 de diciembre de 2004, con dos heridas de bala en la cabeza. Su muerte fue declarada suicidio por la oficina forense del condado de Sacramento. Después de que un periódico local informara que había muerto por múltiples disparos, la oficina del forense recibió tantas llamadas preguntando por la muerte de Webb que el forense del condado de Sacramento, Robert Lyons, emitió un comunicado confirmando que Webb se había suicidado. Cuando los reporteros locales le preguntaron sobre la posibilidad de que dos disparos fueran un suicidio, Lyons respondió: "Es inusual en un caso de suicidio tener dos disparos, pero se ha hecho en el pasado, y de hecho es una posibilidad distinta". Existen varios casos documentados de suicidios mediante varios disparos a la cabeza, aunque son poco comunes. La cobertura de noticias señaló que había rumores generalizados en Internet en aquel momento sobre que Webb había sido asesinado como represalia por su serie «Alianza oscura», publicada ocho años antes. La exesposa de Webb, Susan Bell, dijo a los periodistas que creía que Webb se había suicidado. "Por la forma en que estaba actuando, sería difícil para mí creer que fue algo más que un suicidio", dijo. Según Bell, Webb había estado descontento durante algún tiempo por su incapacidad para conseguir un trabajo en otro periódico importante. Había vendido su casa la semana anterior a su muerte porque no podía pagar la hipoteca.
El teórico de la conspiración Alex Jones escribió un artículo en el que se decía: "Ricky Ross, que fue una de las fuentes primarias de Gary Webb, había conversado con Webb días antes de su muerte. Webb le dijo a Ricky que había visto hombres deslizándose por las tuberías de la pared exterior de su vivienda y que obviamente no eran ladrones, sino «gente del gobierno». Gary también le dijo a Ricky que había estado recibiendo amenazas de muerte y que lo perseguían con regularidad. También se mencionó en la conversación que Gary trabajaba en un nuevo reportaje que tenía que ver con la CIA y el tráfico de drogas". Su muerte generó las sospechas de que había sido un asesinato por motivos políticos en PrisonPlanet.com (de Alex Jones), en los medios izquierdistas Rebelión.org y Voltairenet.org y en el periódico nicaragüense «El nuevo diario».
Después de la muerte de Webb, se publicó una colección de sus historias de antes y después de la serie «Alianza oscura». La colección, «El juego de matar: historias selectas del autor de Alianza oscura», fue editada por el hijo de Webb, Eric.

## Legado

### Opiniones sobre el periodismo de Webb
Las opiniones sobre el periodismo de Webb se han polarizado. Durante e inmediatamente después de la controversia sobre «Alianza oscura», los escritos anteriores de Webb fueron examinados de cerca. Un artículo de enero de 1997 del «American Journalism Review» señaló que una serie de 1994 que escribió Webb también había sido objeto de una revisión interna del «San Jose Mercury News», que criticaba los informes de Webb. Un perfil de Webb publicado en «The New York Times» en junio de 1997 señaló que dos de sus series escritas para «The Plain Dealer» de Cleveland habían dado lugar a demandas que el periódico había arreglado.
Por otro lado, muchos de los escritores y editores que trabajaron con él han tenido grandes elogios para él. Walter Bogdanich, un reportero ganador del Premio Pulitzer que trabajó con Webb en «The Plain Dealer» le dijo al editor del «American Journalism Review» Susan Paterno "Él era brillante; sabía más sobre registros públicos que nadie que yo haya conocido". Mary Anne Sharkey, editora de Webb en «The Plain Dealer», le dijo a la escritora Alicia Shepard en 1997 que Webb era conocido como el carpintero "porque tenía todo bien definido. La documentación de Gary es asombrosa y su ética de trabajo es increíble". El representante de California, Maxine Waters, quien fue el mayor partidario de Webb en el Congreso después de que estallara la controversia de la «Alianza oscura», emitió un comunicado después de la muerte de Webb llamándolo "uno de los mejores periodistas de investigación que nuestro país haya visto".
Jonathan Krim, el editor de «San Jose Mercury News» que reclutó a Webb de «The Plain Dealer» y que supervisó la revisión interna de «San Jose Mercury News» de la «Alianza oscura», le dijo al editor de «AJR» Paterno que Webb "tenía todas las cualidades que desearías en un periodista: curioso, tenaz, un sentido muy alto de querer exponer las irregularidades y hacer responsables a los funcionarios públicos y privados". Krim le dijo al biógrafo de Webb, Nick Schou, "El celo que ayudó a que Gary fuera un reportero implacable se combinó con una incapacidad para cuestionarse a sí mismo, para considerar la idea de que podría haberse equivocado". Scott Herhold, el primer editor de Webb en «San Jose Mercury News», escribió en una columna de 2013: "Gary Webb era un periodista de gran talento. Pocos reporteros que conozco podían igualar su olfato para una historia de investigación. Comprometido, trabajó duro. Escribió bien. Pero Webb tenía un gran lado ciego: era fundamentalmente un hombre apasionado, no justo. Cuando los hechos no encajaban con su teoría, tendía a dejarlos al margen".

### Opiniones sobre la serie «Alianza oscura»
Las afirmaciones de Webb en la «Alianza oscura» siguen siendo controvertidas. Muchos escritores que discuten la serie señalan errores en ella. La afirmación de que la red de narcotraficantes de Meneses-Blandón-Ross provocó la "explosión del crack" ha sido quizás la parte más criticada de la serie. Nick Schou, un periodista que escribió una biografía de Webb en 2006, ha afirmado que este fue el error más importante de la serie. Escribiendo en la página de opinión de «Los Angeles Times», Schou dijo, "Webb afirmó, improbablemente, que la red de narcotraficantes Blandón-Meneses-Ross abrió 'el primer conducto entre los carteles de la cocaína de Colombia y los barrios negros de Los Ángeles', lo que explosión de crack en la América urbana'. La historia no ofreció evidencia para apoyar conclusiones tan radicales, un error fatal que finalmente destruiría a Webb, si no a sus editores".
Si bien encontró que esta parte de la serie no estaba respaldada, Schou dijo que algunas de las afirmaciones de la serie sobre la participación de la CIA están respaldadas, y escribió que "La CIA llevó a cabo una investigación interna que reconoció en marzo de 1998 que la agencia había encubierto el tráfico de drogas de la Contra durante más de una década." Según Schou, la investigación "confirmó partes clave de las acusaciones de Webb". En un artículo posterior en el «LA Weekly», Schou escribió que Webb fue "reivindicado por un informe del Inspector General de la CIA de 1998, que reveló que durante más de una década la agencia había encubierto una relación comercial que tenía con narcotraficantes nicaragüenses como Blandón".
Escribiendo después de la muerte de Webb en 2005, el ex editor de Washington de la revista The Nation, David Corn, dijo que Webb "estaba en algo, pero falló en parte en cómo lo manejó". Según Corn, Webb "se equivocó en algunos detalles importantes, pero, en cierto modo, estaba más cerca de la verdad que muchos de los críticos de los medios de comunicación del establishment que descuidaron la historia de la conexión real CIA-Contra-cocaína". Como Schou, Corn cita el informe del inspector general, que dice que "reconoció que la CIA había trabajado con presuntos narcotraficantes mientras apoyaba a los contras".
No todos los escritores están de acuerdo en que el informe del inspector general apoyaba las afirmaciones de la serie. Jeff Leen, editor gerente asistente de «The Washington Post» para reportajes de investigación, escribió en un artículo de la página de opinión de 2014 que "el informe no encontró ninguna relación de la CIA con la red de narcotraficantes sobre la que Webb había escrito". Leen, quien cubrió el comercio de cocaína para el «Miami Herald» en la década de 1980, rechaza la afirmación de que "debido a que el informe descubrió una mentalidad de indiferencia de la agencia hacia las acusaciones de contrabando de drogas", reivindicaba el reportaje de Webb.
Peter Kornbluh, un investigador en los Archivos de Seguridad Nacional de la Universidad George Washington, también discrepa sobre el hecho de que el informe reivindique la serie. Al señalar que la mayoría de las actividades discutidas en el informe no tenían nada que ver con las personas sobre las que informaba Webb, Kornbluh le dijo a Schou: "No puedo decir que sea una reivindicación. Fue bueno que su historia obligara a publicar esos informes, pero parte de lo que hizo que eso sucediera se basó en información engañosa".

### Película
La película «Matar al mensajero» (2014) está basada en el libro de Webb «Alianza oscura» y en la biografía del periodista realizada por Nick Schou. El actor Jeremy Renner interpreta a Webb.

### Televisión
Snowfall es una serie de televisión de drama criminal estadounidense ambientada en Los Ángeles en 1983. La serie gira en torno a la primera epidemia de crack y su impacto en la cultura de la ciudad. La serie sigue las historias de varios personajes cuyas vidas están destinadas a cruzarse, incluido el agente de la CIA, Teddy McDonald, que ayuda a asegurar las armas para los Contras.